# Acampe cephalotes
Acampe cephalotes är en orkidéart som beskrevs av John Lindley.
Acampe cephalotes ingår i släktet Acampe och familjen orkidéer. Inga underarter finns listade i Catalogue of Life.
Artens naturliga utbredning sträcker sig från östra Indien i delstaten Assam genom Bangladesh till norra Myanmar. Den är en epifytisk halvbuske och växer främst i våta tropiska vegetationsområden.